# Lex Poetelia Papiria
Lex Poetelia Papiria је закон донесен 326. године п. н. е. у Риму. Њиме је укинуто дужничко ропство. 

## Закон
Закон представља покушај придобијања сиромашних и осиромашених за реформу политичког система у коме би амбициозни плебејски политичари нашли своје место. По овом закону, дужник (nehus) је за своје дугове одговарао имовином, а не личношћу. Дакле, дугови нису могли утицати на  status libertatis дужника. Међутим, и поред доношења Lex Poetelia Papiria, извесни облици умањавања личне слободе појединца су остали и након 326. године п. н. е. У то је спадала обавеза одрађивања дугова на земљи или у радионици повериоца. 